# چارلز کیتل
چارلز کیتل (انگلیسی: Charles Kittel؛ زاده ۱۸ ژوئیهٔ ۱۹۱۶ درگذشته به تاریخ ۱۵ می ۲۰۱۹) یک فیزیک‌دان اهل ایالات متحده آمریکا بود. او از سال ۱۹۵۱ استاد دانشگاه کالیفرنیا برکلی بود و از سال ۱۹۷۸ استاد بازنشسته شده بود.